# Попович-Боярська Климентина Карлівна
Климентина Карлівна Попович-Боярська (3 лютого 1863, с. Велдіж, нині село Шевченкове Долинського району Івано-Франківської області — 7 травня 1945, с. Бабинці Борщівського району Тернопільської області) — українська письменниця, громадська діячка, діяльна в галицькому жіночому русі.

## Життєпис
Закінчила гімназію у місті Львів. Вчителювала у селах Жовтанці та Честині (обидва нині — Кам'янка-Бузького району Львівської області).
1890 переселена на Буковину, 1900–1944 проживала у селі Новосілка-Костюкова (нині Новосілка Заліщицького району).
Підтримувала дружні зв'язки з Іваном Франком (відвідував її; зберегла листування з ним) і Наталією Кобринською, залишила про них спогади. Дружба з Франком протривала майже 20 років та переросла в невзаємне кохання. 
Після загибелі чоловіка, священика О. Боярського (розстріляний підрозділом ЧА на порозі храму), від 1944 р. проживала у селі Бабинці на Тернопільщині.

## Творчість
Серед творів Климентини Попович-Боярської — вірші, оповідання, поема «Звичайна історія».
Вперше надрукувалася в феміністичному альманасі Наталії Кобринської «Перший вінок» (1887, Львів): тут вийшли її поема «Звичайна історія» («Грішно бідним любишся! Люди насміються», с. 112—120) та один ліричний вірш «Де Бог мій?» («Бог мій, го сила, то світ безмежний…», с. 395—396).
1990 у Львові видано збірку творів письменниці (упорядник Петро Баб'як).
Свої літературні праці, оповідання та вірші видавала в часописах «Зоря», «Діло», «Літературно-науковий вісник».

## Пам'ять
У Бабинцях на будинку, де мешкала Попович-Боярська, відкрито пам'ятну таблицю (1988).

## Аудіокниги
Климентина Попович. "Спомини із кращих днів" (1931): https://www.youtube.com/watch?v=qO-S04USaAE